# Comté de Kingfisher
Pour les articles homonymes, voir Kingfisher.
Le comté de Kingfisher est un comté situé dans l'État de l'Oklahoma, aux États-Unis. Le siège du comté est Kingfisher. Selon le recensement de 2000, sa population est de 13 926 habitants.

## Comtés adjacents
- Comté de Garfield (nord)
- Comté de Logan (est)
- Comté d'Oklahoma (sud-est)
- Comté de Canadian (sud)
- Comté de Blaine (ouest)
- Comté de Major (nord-ouest)

## Principales villes
- Cashion
- Dover
- Hennessey
- Kingfisher
- Loyal